# Deliathis buquetii
Deliathis buquetii är en skalbaggsart som först beskrevs av Taslé 1841.  Deliathis buquetii ingår i släktet Deliathis och familjen långhorningar.
Artens utbredningsområde är:
- Belize.
- Honduras.

Inga underarter finns listade i Catalogue of Life.